# Benthobulbus
Genre
Benthobulbus est un genre de mollusques gastéropodes de la famille des Naticidae. L'espèce-type est Benthobulbus carpenteri.

## Liste d'espèces
Selon World Register of Marine Species (19 mars 2021) :
- Benthobulbus carpenteri (Dall, 1896)
- Benthobulbus coani (Marincovich, 1975)